# اینترنشنال سوپراستار ساکر پرو ۹۸
اینترنشنال سوپراستار ساکر پرو ۹۸ (به انگلیسی: International Superstar Soccer Pro 98) مجموعه‌ای از بازی‌های ویدئویی در سبک ورزشی و شبیه‌ساز فوتبال است که توسط شرکت کونامی توسعه و انتشار می‌یابد. این بازی نخستین بار ۱۱ اوت ۱۹۹۸ با این نام برای کنسول پلی‌استیشن عرضه شد. نسخه ژاپنی این بازی در سال ۱۹۹۹ با نام وینینگ الون ۳ (به انگلیسی: Winning Eleven 3:Final Version) یا فوتبال ۹۹ عرضه شد.

وینینگ الون ۳ یا فوتبال ۹۹

## حالت‌های بازی
این بازی دارای شش حالت مختلف بازی است. حالت‌های موجود در نسخه قبلی توسعه یافته و دو حالت جدید اضافه شده‌اند.
1. حالت نمایشگاه: یک بازی دوستانه در برابر کامپیوتر یا بازیکن دیگر با انتخاب سختی، استادیوم، آب و هوا و طول و زمان مسابقه. همچنین امکان بازی با بازیکن دیگر یا کامپیوتر در برابر کامپیوتر وجود داشت. گزینه کامپیوتر در مقابل کامپیوتر نیز موجود بود.
2. حالت لیگ: ۱۶ تیم بین‌المللی در لیگ شرکت می‌کنند که به صورت نیم فصل یا کامل بازی می‌کنند. انتخاب تیم‌ها کاملاً آزادانه است و می‌تواند توسط بازیکن و یا خود بازی صورت بگیرد.
3. حالت جام: عمدتاً بر تقلید از جام جهانی فیفا با قرعه‌کشی گروه مانند جام جهانی فوتبال ۱۹۹۸ متمرکز شده‌است. این حالت همچنین شامل جام‌های قاره‌ای مانند جام ملت‌های اروپا، جام ملت‌های آسیا، جام ملت‌های آفریقا، جام‌های آمریکای شمالی و جام‌های آمریکای جنوبی بود که هر کدام بر اساس شرایط مرحله حذفی بودند. جامی به کونامی کاپ نیز وجود داشت که تنظیمات قابل تنظیم تری داشت، مانند تعداد تیم‌ها و اساس مسابقات. همچنین می‌توان برای صعود به جام جهانی تلاش کرد.
4. بازی ستارگان: یک بازی دوستانه بین بازیکنان منتخب جهان و بازیکنان منتخب اروپا.
5. حالت ضربه پنالتی: دو تیم پنج ضربه پنالتی می‌زنند تا برنده مشخص شود. در صورت تساوی، آنها مرحله مرگ ناگهانی را پشت سر می‌گذارند.
6. تمرین: تمرین شوت زدن ضربات آزاد و کرنر با یک تیم منتخب.

## تیم‌ها
اروپا
- آلمان
- اتریش
- بلژیک
- بلغارستان
- کرواسی
- دانمارک
- اسکاتلند
- اسپانیا
- فرانسه
- ولز
- یونان
- انگلستان
- جمهوری ایرلند
- ایرلند شمالی
- ایتالیا
- نروژ
- هلند
- پرتغال
- رومانی
- سوئد
- ترکیه
- صربستان و مونته‌نگرو

آفریقا
- کامرون
- مراکش
- نیجریه
- تونس
- آفریقای جنوبی

آمریکای جنوبی
- آرژانتین
- برزیل
- شیلی
- کلمبیا
- پاراگوئه

آمریکای شمالی
- ایالات متحده آمریکا
- جامائیکا
- مکزیک

آسیا
- عربستان سعودی
- کره جنوبی
- ایران
- ژاپن

اقیانوسیه
- استرالیا

سایر
- منتخب اروپا
- منتخب جهان